# القريات (المخادر)

تعديل مصدري - تعديل

القريات محلة تابعة لقرية القلعة، التابعة لعزلة بني سرحة بمديرية المخادر إحدى مديريات محافظة إب في الجمهورية اليمنية، بلغ تعداد سكانها 265 حسب تعداد اليمن لعام 2004.